# Kara-Čumyš
Il Kara-Čumyš (in russo Кара-Чумыш?) è un fiume della Russia siberiana occidentale, ramo sorgentifero di sinistra del Čumyš (bacino idrografico dell'Ob'). Scorre nei rajon  Novokuzneckij e Prokop'evskij dell'Oblast' di Kemerovo.
Il fiume scende dalle alture di Salair e fondendosi con il Tom'-Čumyš dà origine al fiume Čumyš. Scorre in direzione sud-orientale a ovest della città di Prokop'evsk. La lunghezza del fiume è di 173 km, il bacino imbrifero è di 970 km². 